# Stantonia minuta
Stantonia minuta är en stekelart som beskrevs av Günther Enderlein 1908. Stantonia minuta ingår i släktet Stantonia och familjen bracksteklar. Inga underarter finns listade i Catalogue of Life.